# Tadateru Omoto
Tadateru Omoto (大本 忠輝 Omoto Tadateru?), född 6 april 1969 i Kanagawa prefektur, är en japansk tidigare fotbollsspelare.
Omoto började sin karriär i Bellmare Hiratsuka. Med Bellmare Hiratsuka vann han japanska cupen 1994. Han avslutade karriären 1996.